# 角川新書
角川新書（かどかわしんしょ）は、 KADOKAWAが発行している新書レーベル。

## 第1期
1950年5月に角川書店が創刊、1968年まで刊行された新書レーベル。いわゆるノンフィクションだけでなく、「角川小説新書」という名称で小説作品も収録していた。

## 第2期
2015年2月、角川oneテーマ21、角川SSC新書、メディアファクトリー新書、アスキー新書が、各・レーベル名を「角川新書」に統一し創刊した。毎月10日に発売されている。旧著の改訂再刊も行っている。
池上彰『知らないと恥をかく世界の大問題』シリーズは、累計発行部数142万部を突破している。藻谷浩介・NHK広島取材班『里山資本主義 日本経済は「安心の原理」で動く』は、中央公論新社が主催する「新書大賞2014」を受賞しており、また累計発行部数が40万部を超えている。
栗原康『現代暴力論 「あばれる力」を取り戻す』、水木しげる・荒俣宏『戦争と読書 水木しげる出征前手記』は、紀伊國屋書店が主催する紀伊國屋じんぶん大賞2016にノミネートされた。